# دوج پولارا
دوج پولارا (Dodge Polara) خودرویی است که در سال‌های ۱۹۶۰ تا ۱۹۷۳تولید شده‌است.
این خودرو در کلاس خودرو سایز بزرگ قرار گرفته، طراحی آن خودروهای موتور جلو-محور عقب بوده است.

## نگارخانه

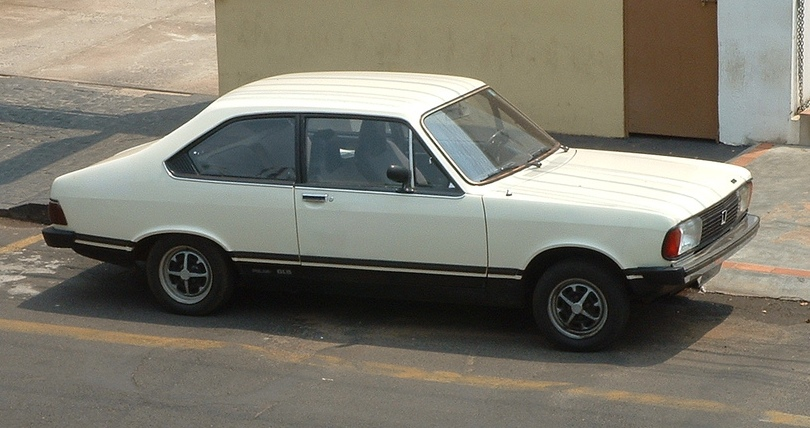